# Blauet nan de Nova Guinea
El blauet nan de Nova Guinea (Ceyx solitarius) és una espècie d'ocell de la família dels alcedínids (Alcedinidae) que habita les illes Raja Ampat, Nova Guinea, les illes Aru i l'arxipèlag D'Entrecasteaux.